# Вукашин Ясеновацкий
Вукашин Ясеновацкий (серб. Вукашин Јасеновачки), также известный под именами Святой Вукашин из Клепцев (серб. Свети Вукашин из Клепаца) и Старец Вукашин (серб. Старац Вукашин) — святой Сербской православной церкви, канонизированный в лике мученика и погибший от рук усташского надзирателя в концлагере Ясеновац.

## Биография

### Происхождение
По официальной версии, его звали Вукашин Мандрап (Мандрапа), и он родился в Клепцах на восточном берегу Неретвы, недалеко от Чаплины, где ранее находилась церковь Святого Апостола Луки (с 1857 года церковь Преображения Христова, разрушена в 1992 году хорватскими военными). Происходил из одноимённого знатного сербского рода Мандрап, жившего в Сараево: семья перебралась в деревню незадолго до рождения Вукашина, а позже он переехал обратно в Сараево. Мандрап — купеческий род, близко связанный со Старой Сараевской церковью. По другой версии, его звали Вукашин Тохоль, и он был родом из деревни Локве под Чаплиной, а его семья была крестьянской.

### Арест
В 1941 году после разгрома Югославии в Апрельской войне и становления Независимого государства Хорватия в новом государстве начались массовые преследования, аресты и убийства лиц сербского происхождения, совершаемые усташами. Семья Вукашина пыталась укрыться в родном селе, но была арестована и сначала выслана в Сараево. Вукашин, пытавшийся скрыться в Старой Сербской церкви Святого Архангела города Сараево, также безуспешно пытался спрятаться в селе: чтобы не выдать его, крестьяне говорили, что он работал на лесопилке, хотя он скрывался среди группы беженцев и партизан. В 1942 году семья Вукашина была выслана в концлагерь Ясеновац, куда ссылали «особо опасных» для НГХ лиц (преимущественно православных сербов, отказавшихся принимать католицизм даже под угрозами пыток и смерти), где и была убита усташами. О присутствии в концлагере старца Вукашина говорил Жарко Видович, уроженец Сараева, выживший узник концлагеря Ясеновац.

### Пытки и смерть
В январе 1943 года усташский охранник и надзиратель Жила Фриганович (хорв. Žila Friganović; по другой версии, его звали Йосип или Миле) поспорил с охранниками, среди которых был печально известный усташский убийца Петар Брзица, а также некто Зринушич и Шпика, по поводу того, кто убьёт больше заключённых — приказ об убийстве заключённых отдал Йере Маричич, сославшись на большое поступление пленных в августе 1942 года. По свидетельствам очевидцев, Фриганович отличался особой жестокостью и был садистом, издеваясь над своими жертвами; с момента заключения пари он, по собственным словам, убил больше тысячи человек, отрезав многим уши и носы и выколов глаза. Одной из следующих жертв суждено было стать старцу Вукашину Мандрапу.
Фриганович, по своим воспоминаниям, заметил старика-крестьянина, который вообще никак не реагировал на то, что происходило в концлагере (и тем более на убийства заключённых палачами). Он отвёл старика в сторону и расспросил его, кто он такой. Услышав от Вукашина рассказ, который тот передал с абсолютно спокойной интонацией, Фриганович подвёл его к краю ямы, куда сбрасывали трупы убитых заключённых и даже живых людей, и потребовал от старика прокричать «Да здравствует Павелич!» (хорв. Živeo Pavelić!), однако Вукашин не отреагировал никак. Разозлившийся Фриганович отрезал Вукашину ухо и повторил свой приказ, но не услышав ничего в ответ, отсёк второе ухо и пригрозил старику отрезать нос, если он не выполнит приказ. Отрезав ему нос, Фриганович пригрозил вырезать сердце старику. Вукашин же ответил ему тихо и отчётливо: «Дитя, делай свое дело!» (серб. Ради ти, дијете, свој посао!), перекрестившись. После этих слов у Фригановича началась истерика, и он убил Вукашина, вырезав ему сердце, отрубив руку, которой тот крестился, выколов глаза, перерезав горло и столкнув тело ногами в яму.

### Память
Потрясённый случившимся, Фриганович вынужден был рассказать историю нейропсихиатру Неделько «Неде» Зецу, который тоже пережил ужасы концлагеря Ясеновац. По записанным психиатром рассказам Фригановича, после убийства Вукашина он ушёл в запой, а в кошмарах ему стал являться Вукашин, повторявший спокойным голосом фразу «Делай, дитя, своё дело», вследствие чего у Фригановича стали чаще происходить приступы необъяснимого бешенства и паники. В 1970 году Зец опубликовал содержание разговора с Фригановичем. На основе этих показаний сербской общественности и Сербской православной церкви стала известна история о Вукашине. Однако хорватские историки Иво Реднич-Миочевич и Филип Шкилян считают, что нет оснований доверять показаниям Зеца, и ставят под вопрос факт существования Вукашина в истории.
В 1998 году Вукашин был причислен к лику святых Сербской православной церкви и прославлен как новомученик. Фрески с его изображением находятся в монастыре Святого Архангела Гавриила в Земуне (центр Белграда) и в Иоанновском скиту (Йован Дол) монастыря Острог. Лик изображён также среди особо чтимых святых Захумско-Герцеговинской епархии на иконе, написанной к празднованию 780-летия епархии (автор Александар Живадинович, студент Академии Сербской православной церкви по сохранению и обновлению). В 2000 году Русская православная церковь внесла имя Вукашина в святцы. В 2007 году его имя официально упомянули среди жертв концлагеря Ясеновац.